# Jeremy Wade

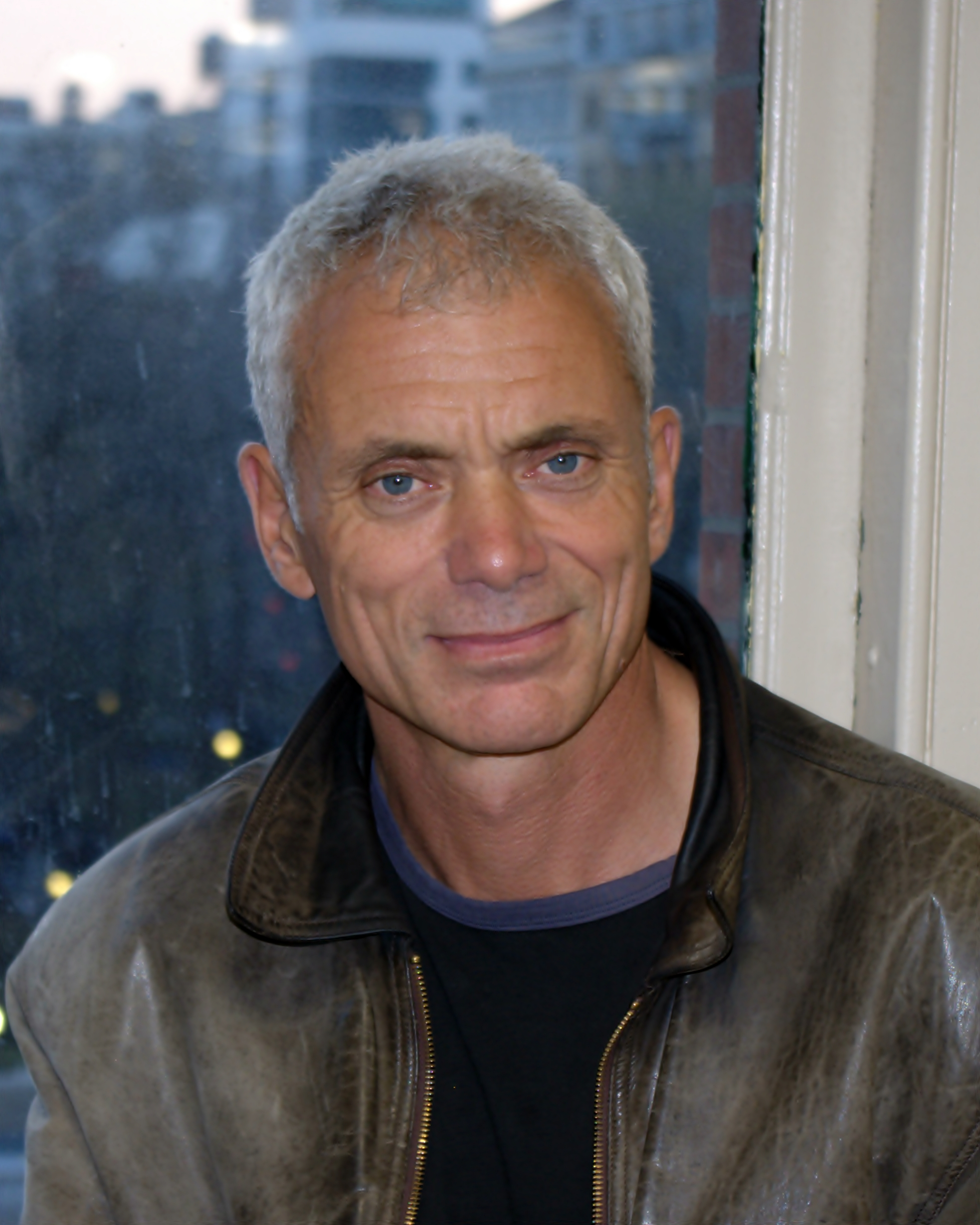
Jeremy Wade

Jeremy Wade (* 5. Mai 1956 in Suffolk, England) ist ein britischer TV-Filmemacher und Autor von Anglerbüchern. Er ist für seine TV-Serien Fluss-Monster und Jungle Hooks bekannt.

## Leben
Wade hat einen Abschluss in Zoologie der Universität Bristol und studierte Biologie als Lehramt an der University of Kent. Er arbeitete zeitweise als Biologielehrer an weiterführenden Schulen in Kent.
Bekannt wurde Wade mit der TV-Serie Fluss-Monster. Dabei verfolgt er Mythen und Geschichten über Todesfälle in Zusammenhang mit Attacken von Fischen, um sie wissenschaftlich zu überprüfen. Ziel ist es meistens, die Fische als Beweis zu fangen. 1984 wurde er während einer Angeltour auf dem Mekong in Thailand von den Behörden unter Spionageverdacht inhaftiert.

## Veröffentlichungen
- Paul Arthur Boote, Jeremy Wade: Somewhere Down the Crazy River: Journeys in Search of Giant Fish - Story of the Rediscovery of the Indian Mahseer and the Goliath Tigerfish of the Congo, 320 Seiten, Verlag Sangha Books, ISBN 0-9517900-0-5
- Jeremy Wade: River Monsters: True Stories of the Ones That Didn't Get Away, 304 Seiten, Verlag Da Capo Pr, ISBN 0-306-81954-6
- Jeremy Wade: River Monsters: Auf der Jagd nach den größten und stärksten Räubern in den Flüssen und Seen der Erde, 360 Seiten, Plassen Verlag, ISBN 978-3-86470-249-5